# Annone (mythologie)
Pour les articles homonymes, voir Annona (homonymie) et Annone.

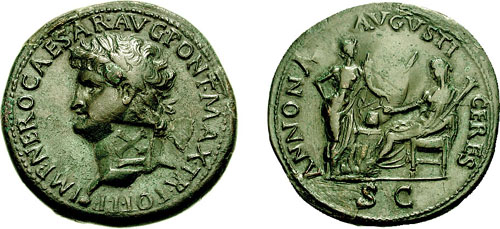
Au revers de ce sesterce de Néron, Annone (debout à droite) tient une corne d'abondance, face à Cérès (assise à gauche) qui tient des épis de céréales et une torche, avec un autel entre les deux et une proue de navire derrière.

Dans l'ancienne religion romaine, Annone ou Annona (du latin annōna : grain ; moyen de subsistance, de annus : année) est la personnification divine de l'approvisionnement en grain de la ville de Rome. Elle est étroitement liée à la déesse Cérès, avec laquelle elle est souvent représentée dans l'art.

## Culte impérial
Annone, souvent sous le nom d'Annona Augusti, est une création de la propagande religieuse impériale, qui se manifeste dans l'iconographie et la pratique des cultes. Elle est présentée comme une théophanie du pouvoir de l'empereur de s'occuper de son peuple en lui fournissant des céréales. Annone n'avait donc pas de mythologie narrative ni de tradition de dévotion dans la République romaine, mais une fois établie dans le cadre du culte impérial, elle a reçu des dédicaces et des offrandes votives de particuliers motivés par la gratitude ou la recherche de la faveur.
Dans la propagande de Claude, le culte de Cérès a rendu explicite le pouvoir divin qui réside dans la fourniture impériale de l'« annona », l'approvisionnement en céréales de la ville. L'Annona Augusti apparaît sur les pièces de monnaie à la fin du règne de Néron, lorsque le culte des vertus s'est imposé à la suite de la conjuration de Pison. Elle incarnait deux des avantages matériels de la domination impériale, avec Securitas Augusti, la sécurité augustine, et apparaissait souvent en paire avec Cérès. Sur la monnaie néronienne, Cérès, Annone et Abundantia (Abondance) étaient étroitement associées.
Annona apparaît également sur les pièces émises sous Vespasien, où, avec d'autres vertus, elle représente la restauration de la confiance dans le principauté, et sur les pièces de Titus, Domitien, Trajan, Hadrien, Antonin le Pieux et Septime Sévère. Elle était particulièrement appréciée dans la propagande de Trajan, qui cherchait à présenter son règne comme un renouveau et une nouvelle ère prospère pour l'humanité ; c'est pourquoi Annone apparaît souvent avec un enfant symbolique. Dans le contexte de la politique de Trajan, elle représentait l'indépendance de Rome en matière de céréales par rapport à son fournisseur traditionnel, l'Égypte.

## Iconographie
Annone est généralement représentée avec une corne d'abondance dans le bras et une proue de bateau en arrière-plan, faisant allusion au transport du grain dans le port de Rome. Sur les pièces de monnaie, elle se tient souvent entre un modius (mesure du grain) et la proue d'une galère, avec des épis de grain dans une main et une corne d'abondance dans l'autre ; parfois, elle tient un gouvernail ou une ancre.
Sur les pièces de monnaie romaines, Annone est souvent comparée à Euthénia, une des jeunes Charites et déesse de la prospérité

## Postérité
Le cratère « Annona », dans l'hémisphère sud de la planète naine Cérès, a été nommé d'après cette divinité.